# Eleições estaduais no Maranhão em 1954
As eleições estaduais no Maranhão em 1954 ocorreram em 3 de outubro como parte das eleições gerais no Distrito Federal, em 20 estados e nos territórios federais do Acre, Amapá, Rondônia e Roraima. Foram escolhidos os senadores Sebastião Archer e Vitorino Freire, além de 10 deputados federais e 40 deputados estaduais.
Embora o vitorinismo domine a política maranhense desde o fim do Estado Novo, foi a primeira vez desde 1945 que os liderados de Vitorino Freire venceram a disputa sob a legenda do PSD, afinal tal corrente política se abrigara antes no PPB e no PST mediante uma disputa política com o senador Clodomir Cardoso, o qual controlava o PSD impedindo o retorno de Vitorino Freire, embora este tivesse uma relação de amizade com o presidente Eurico Gaspar Dutra desde que se conheceram no Rio de Janeiro. A morte de Clodomir Cardoso em 31 de julho de 1953 encerrou a disputa e o PSD foi "reunificado" embora o Maranhão estivesse sob o controle do mesmo grupo político.
Como o governador Eugênio Barros exercia um mandato de cinco anos o pleito restringiu-se ao legislativo e assim Vitorino Freire foi reeleito senador e a outra vaga ficou com o ex-governador Sebastião Archer e sob tal prisma o PSD fez as maiores bancadas de deputados federais e deputados estaduais.

## Resultado da eleição para senador
Dados fornecidos pelo Tribunal Superior Eleitoral que apurou 40.603 votos em branco e 8.888 votos nulos.
| Candidatos a senador da República | Candidatos a suplente de senador | Número | Coligação           | Votação | Percentual |
| --------------------------------- | -------------------------------- | ------ | ------------------- | ------- | ---------- |
| Vitorino Freire PSD               | Alfredo Duailibe PSD             | -      | PSD (sem coligação) | 111.531 | 36,59%     |
| Sebastião Archer PSD              | Remy Archer PSD                  | -      | PSD (sem coligação) | 109.936 | 36,07%     |
| Clodomir Millet PSP               | Severino Sobrinho PSP            | -      | PSP (sem coligação) | 43.351  | 14,22%     |
| Alarico Pacheco PSP               | Jurandir Brauna PSP              | -      | PSP (sem coligação) | 39.999  | 13,12%     |
| Fontes:                           |                                  |        |                     |         |            |

## Deputados federais eleitos
São relacionados os candidatos eleitos com informações complementares da Câmara dos Deputados.
| Deputados federais eleitos | Partido | Votação | Percentual | Cidade onde nasceu | Unidade federativa |
| Newton Belo                | PSD     | 16.568  |            | São Bento          | Maranhão           |
| Cunha Machado              | PSD     | 15.054  |            | São Luís           | Maranhão           |
| Lima Campos                | PSD     | 14.711  |            | [ nota 5 ]         | [ nota 5 ]         |
| Lister Caldas              | PSD     | 12.441  |            | Teresina           | Piauí              |
| Renato Archer              | PSD     | 11.983  |            | São Luís           | Maranhão           |
| Antônio Dino               | PSD     | 10.577  |            | Cururupu           | Maranhão           |
| Clodomir Millet            | PSP     | 10.376  |            | Codó               | Maranhão           |
| Costa Rodrigues            | PSD     | 7.454   |            | São Luís           | Maranhão           |
| Benedito Diniz             | PSD     | 6.847   |            | Brejo              | Maranhão           |
| Afonso Matos               | PSP     | 5.583   |            | São Luís           | Maranhão           |
| Fontes:                    |         |         |            |                    |                    |

## Deputados estaduais eleitos
Foram eleitos 40 deputados estaduais e as vagas foram assim distribuídas: PSD vinte e oito, PSP seis, PDC três, Coligação Unidos pelo Maranhão duas e UDN uma vaga.
| Deputados estaduais eleitos           | Partido | Votação | Percentual | Cidade onde nasceu         | Unidade federativa |
| Ernani Pinto Barros                   | PSD     | 3.809   |            | Grajaú                     | Maranhão           |
| César Aboud                           | PSD     | 3.705   |            | Rio Branco                 | Acre               |
| Jefferson Rodrigues Moreira           | PSD     | 3.565   |            | Santa Quitéria do Maranhão | Maranhão           |
| Nunes Freire                          | PSD     | 3.562   |            | Grajaú                     | Maranhão           |
| José de Sousa Marques Teixeira        | PSD     | 3.421   |            | Açailândia                 | Maranhão           |
| Raimundo Emerson Machado Bacelar      | PSD     | 3.415   |            | Itapecuru-Mirim            | Maranhão           |
| José Gabriel dos Santos Neto          | PSD     | 3.368   |            | Caxias                     | Maranhão           |
| Orlando da Silveira Leite             | PSD     | 3.315   |            | Coroatá                    | Maranhão           |
| Eurico da Rocha Santos                | PSD     | 3.136   |            | São João dos Patos         | Maranhão           |
| Gonçalo Moreira Lima                  | PSD     | 3.081   |            | Estreito                   | Maranhão           |
| Luís Coelho                           | PSD     | 3.074   |            | Benedito Leite             | Maranhão           |
| Didácio Coelho dos Santos             | PSD     | 3.056   |            | Santa Luzia                | Maranhão           |
| Travassos Furtado                     | PSD     | 2.892   |            | Viana                      | Maranhão           |
| Ivar Saldanha                         | PSD     | 2.878   |            | Rosário                    | Maranhão           |
| Edson Freitas Diniz                   | PSD     | 2.871   |            | Araioses                   | Maranhão           |
| José Ribamar Bayma Serra              | PSD     | 2.779   |            | São Luís                   | Maranhão           |
| Evandro Ferreira de Araújo Costa      | PSD     | 2.752   |            | São Bento                  | Maranhão           |
| José Ribamar Machado                  | PSD     | 2.736   |            | Buriti                     | Maranhão           |
| Francisco Chagas Araújo               | PSD     | 2.704   |            | Tutoia                     | Maranhão           |
| Alderico Machado                      | PSD     | 2.638   |            | Caxias                     | Maranhão           |
| Joel Barbosa                          | PSD     | 2.596   |            | Parnarama                  | Maranhão           |
| Teoplistes Teixeira                   | PSD     | 2.561   |            | Pastos Bons                | Maranhão           |
| Djalma Tenório Brito                  | PSD     | 2.559   |            | Codó                       | Maranhão           |
| Lauro Berredo Martins                 | PSD     | 2.559   |            | São Luís                   | Maranhão           |
| Antônio Enedino Lopes de Araújo       | PSD     | 2.518   |            | São Luís                   | Maranhão           |
| Osvaldo Pereira Gomes                 | PSD     | 2.474   |            | Viana                      | Maranhão           |
| Giordano Rodrigues Mochel             | PSP     | 2.413   |            | Vargem Grande              | Maranhão           |
| Eurico Ribeiro                        | PSD     | 2.295   |            | Pedreiras                  | Maranhão           |
| Luís Mário Jácomo                     | PSP     | 2.260   |            | Zé Doca                    | Maranhão           |
| Euvaldo Neiva de Sousa                | PSP     | 1.744   |            | Nova Iorque                | Maranhão           |
| Raimundo Ribeiro Bastos               | PSP     | 1.735   |            | Lago da Pedra              | Maranhão           |
| Inácio Rangel Torres                  | PSP     | 1.556   |            | Coelho Neto                | Maranhão           |
| Hélio João da Costa                   | PR      | 1.540   |            | Presidente Dutra           | Maranhão           |
| Raimundo Nonato Corrêa de Araújo Neto | UDN     | 1.503   |            | Pedreiras                  | Maranhão           |
| Cesário Coimbra                       | PDC     | 1.436   |            | Cururupu                   | Maranhão           |
| Petrônio Aguiar Pereira               | PSP     | 1.355   |            | Santa Helena               | Maranhão           |
| José Clementino Bezerra               | PSP     | 1.338   |            | Timon                      | Maranhão           |
| Catão Maranhão                        | PDC     | 1.294   |            | Chapadinha                 | Maranhão           |
| João de Carvalho                      | PR      | 1.278   |            | Barreirinhas               | Maranhão           |
| José Mário de Araújo Carvalho         | PDC     | 1.092   |            | São Luís                   | Maranhão           |
| Fontes:                               |         |         |            |                            |                    |